# Wild Child (песня Энии)
«Wild Child» (с англ. — «Дитя природы») — сингл ирландской певицы и автора песен Энии. Он был выпущен 4 декабря 2001 года как второй и последний сингл с ее пятого студийного альбома A Day Without Rain.

## Выпуск
В Германии, Японии и Корее сингл был издан только на компакт-диске, в Великобритании он был издан на кассете.

## Выступления
Эния исполнила песню на премии Japan Gold Disc Awards 2001 года, получив награду Лучший международный поп-альбом года за альбом A Day Without Rain.

## Каверы и ремиксы
Музыкальный дуэт CJ Crew записал танцевальный микс этой песни, который появился на сборнике Dancemania Speed.

## Трек-лист
| - Promo CD 1 1. «Wild Child» — 3:47 - Promo CD 2 1. «Wild Child» (edit) — 3:30 - JPN Promo CD-R 1. «Wild Child» — 3:47 2. «Flora’s Secret» — 4:07 | - Cassette 1. «Wild Child» (edit) — 3:33 2. «Isobella» — 4:27 - Maxi single / Digital Download 1. «Wild Child» (radio edit) — 3:33 2. «Midnight Blue» — 2:04 3. «Song of the Sandman (Lullaby)» — 3:40 |

## Чарты
| Чарт (2001)                        | Высшая позиция |
| ---------------------------------- | -------------- |
| Польша (Polish Airplay Charts)     | 10             |
| Великобритания (UK Singles Chart)  | 72             |
| США (Billboard Adult Contemporary) | 12             |